# سیارک ۴۴۳۳
سیارک ۴۴۳۳ (به انگلیسی: 4433 Goldstone، نامگذاری:1981QP) چهار هزار و چهارصد و سی و سومین سیارک کشف شده‌است که در ۳۰ اوت ۱۹۸۱ کشف شد.
قدر مطلق سیارک برابر ۱۳٫۱۰ است.